# Liste der Naturdenkmale in Biedesheim
Die Liste der Naturdenkmale in Biedesheim nennt die im Gemeindegebiet von Biedesheim ausgewiesenen Naturdenkmale (Stand 28. März 2024).

## Ehemalige Naturdenkmale
| Nr. | Bezeichnung | Lage | Beschreibung                           | Bild                                    |
| --- | ----------- | ---- | -------------------------------------- | --------------------------------------- |
|     | Lindenbaum  |      | Tilia sp.; Rechtsverordnung aufgehoben | Direkt Bild zu diesem Denkmal hochladen |